# Хоти (племе)
Хоти су племе у северној Албанији, чији припадници живе у северној Албанији, на југу Црне Горе и на Косову и Метохији. Постоје извори који наводе да су Хоти српског порекла.
Према изворима и предањима које је прикупила Идит Дарам (1908) племе Хоти вуку порекло из Босне, одакле се њихов предак и родоначелник "Лазар" населио у долини Цијевне.

## Историја
Најстарији познати помен Хота забележен је 1474. године када је област где живе Хоти споменут на латинском језику као montanea ottanorum (планина Хоти).
Маријан Болица (Mariano Bolizza) (1570—1624) 1614. године у свом извештају о Скадарском санџаку бележи племе Хоти са 212 домаћинстава и 600 чланова на чијем је челу био Мараш Папа (Maras Pappa).
Године 1658. седам племена Кучи, Васојевићи, Братоножићи, Пипери, Клименти, Хоти и Груда су се придружили Млетачкој републици, успостављајући савез "Седам барјака", у борби против Османлија.
Лазар Томановић је записао да су многи од арбанашких племена, дошавши у Подгорицу, задржали ако не већина православље, сви бар српски језик. Хоти су по његовим наводима донедавно српски зборили (писано крајем 19. века). Павле Ровински пише да су се Хоти дуго држали своје народности и вере, али су касније попустили као и да их тада још има 20 породица које су православне вере и говоре српским језиком.